# Shearman & Sterling
Shearman & Sterling LLP é um escritório de advocacia dos Estados Unidos. Fundado em 1873 em Nova Iorque, possui mais de 1.000 advogados e 20 escritórios. Em 2004, Shearman & Sterling abriu um escritório em São Paulo, prestando serviços principalmente na área de mercado de capitais e fusões e aquisições. A Ordem dos Advogados do Brasil (OAB), concede a Shearman & Sterling como escritório estrangeiro, a opção de oferecer serviços jurídicos em direito americano.

## Transações relevantes
- Representação de Unibanco e Banco Itaú na sua fusão, criando uma instituição financeira com ativos de mais de R$ 575 bilhões.
- Assessoria para direito americano à Bovespa na sua fusão com a Bolsa de Mercadorias e Futuros em 2007, uma transação de US$ 22 bilhões.
- Representação de underwriters Banco Itaú e JPMorgan Chase na oferta global de ações de US$ 2.5 bilhões para Gerdau.
- Assessoria à Votorantim na venta de sua subsidiária Aly Participações Ltda. à Monsanto por US$ 250 milhões.
- Assessoria ao Banco do Brasil para arquivamento do Form 20-F na SEC.

## Escritórios (com ano de inaguração)
- Abu Dhabi (1975)
- Pequim (1993)
- Bruxelas (2001)
- Düsseldorf (1991)
- Francoforte do Meno (1991)
- Hong Kong (1978)
- Londres(1963)
- Menlo Park, Califórnia (1998)
- Milão (2010)
- Munique (2001)
- Nova Iorque (1873)
- Paris (1972)
- Roma (2002)
- São Francisco (Califórnia) (1978)
- São Paulo (2004)
- Xangai (2007)
- Singapura (1995)
- Tóquio (1987)
- Toronto (1995)
- Washington, D.C. (1987)

## Escritórios fechados
- Mannheim (2000)
- Los Angeles (1985)
- Argel